# دالي وينتون
دالي وينتون (بالإنجليزية: Dale Winton)‏ هو دي جيه ومقدم تلفزيوني بريطاني، ولد في 22 مايو 1955 في لندن في المملكة المتحدة، وتوفي في 18 أبريل 2018 في Whetstone, London ‏ في المملكة المتحدة.

## وصلات خارجية
- دالي وينتون على موقع IMDb (الإنجليزية)
- دالي وينتون على موقع ميوزك برينز (الإنجليزية)
- دالي وينتون على موقع ديسكوغز (الإنجليزية)
- دالي وينتون على موقع قاعدة بيانات الفيلم (الإنجليزية)